# Pył (zanieczyszczenie)

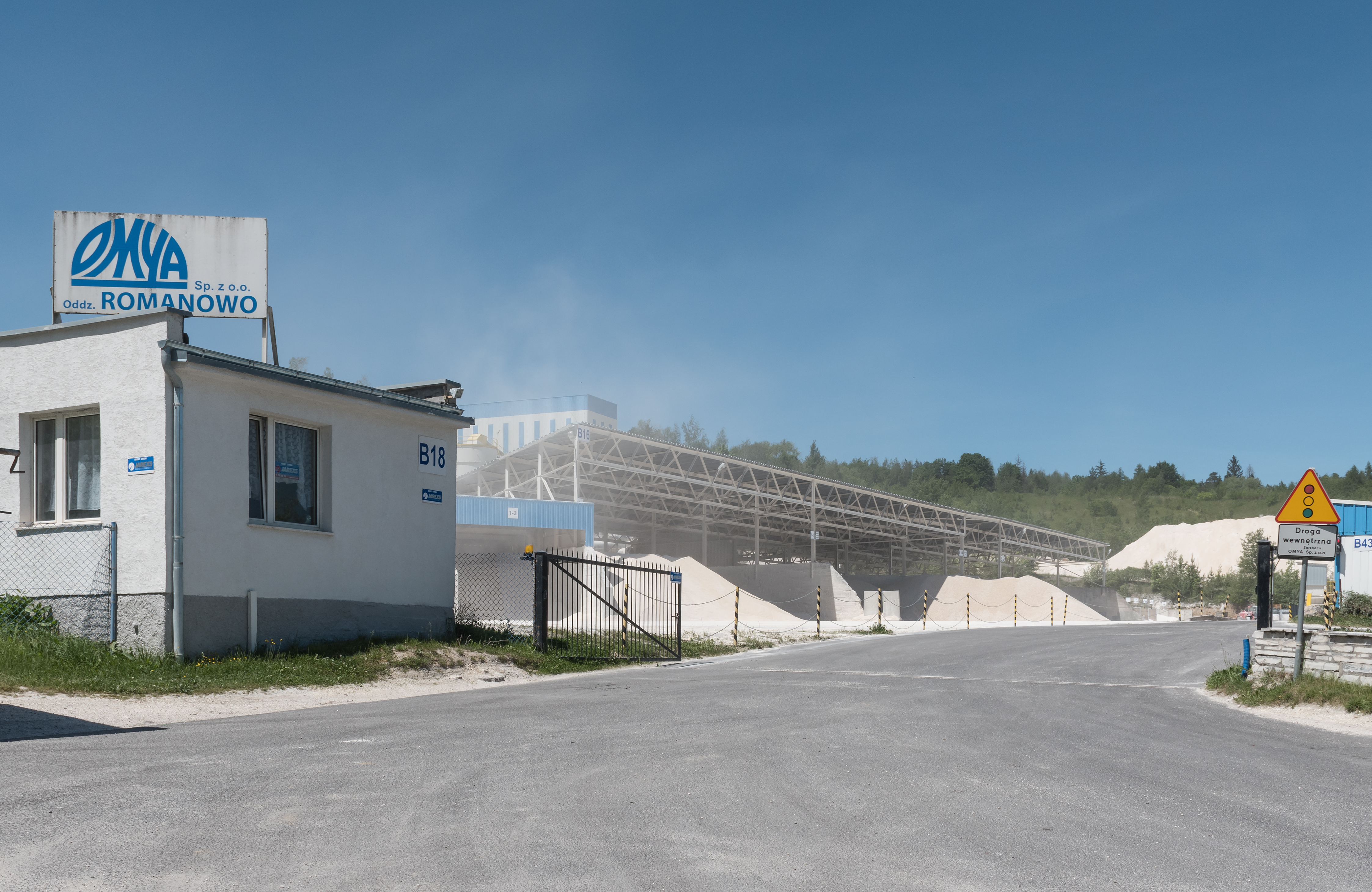
Pył powstały w procesie rozdrabniania minerałów w Kamieniołomie Romanowo

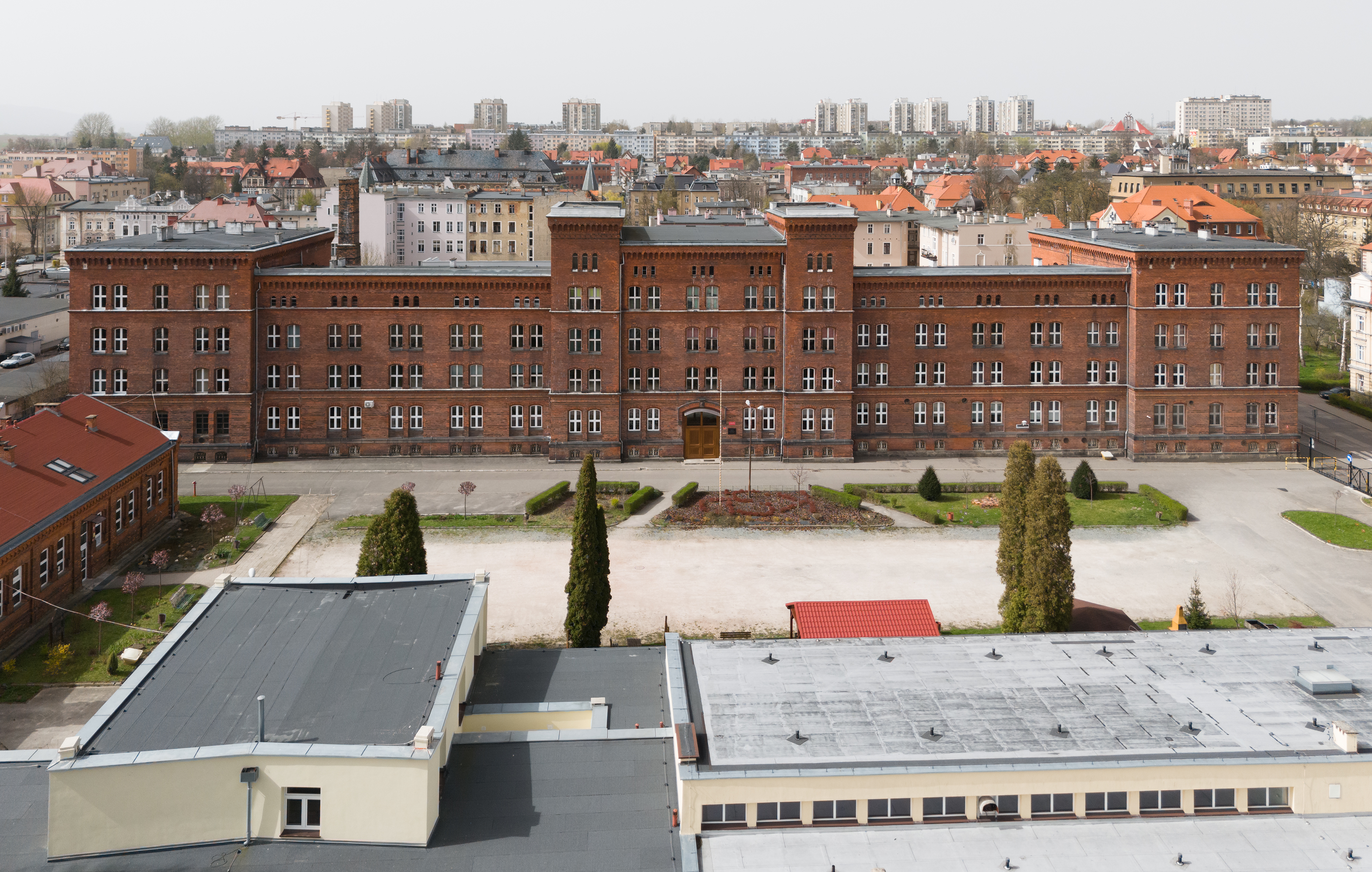
Pył znad Sahary nad Kłodzkiem. Pomimo słonecznej pogody i braku zachmurzenia niebo ma szary kolor.

Pył – substancja mineralna, pozostałość procesu spalania albo ścierania lub kruszenia substancji stałych, takich jak minerały nieorganiczne, organiczne oraz metale.

## Polska Norma
Zgodnie z Polską Normą PN-64/Z-01001 pyłem jest „faza stała układu dwufazowego ciało stałe-gaz lub gaz-ciało stałe, jeżeli stopień rozdrobnienia fazy stałej jest tak duży, że w nieruchomym powietrzu o ciśnieniu 1013,25 hPa i temperaturze 20 °C ziarna ciała stałego, na które działa tylko siła ciążenia, po bardzo krótkim okresie przyspieszenia, wskutek oporu przepływu ośrodka, będą opadały ze stałą prędkością mniejszą niż 500 cm/s lub będą wykonywały ruchy Browna”.